# Русская Бундевка
Русская Бундевка — село в Руднянском районе Волгоградской области, в составе Руднянского городского поселения.
Население — 194 (2010)

## История
Дата основания не установлена. С 1928 года — административный центр Русско-Бундевского сельсовета Руднянского района Камышинского округа (округ упразднён в 1930 году) Нижне-Волжского края (с 1935 года Сталинградского края, с 1936 года — Сталинградской области). 15 июля 1959 года Решением исполкома Сталинградского облсовета № 16/36 § 11 включено в состав рабочего посёлка Рудня. Впоследствии Постановлением Волгоградской областной Думы № 8/75 от 26 мая 1994 года Русская Бундевка снова выделилась в отдельное село.

## Физико-географическая характеристика
Село находится в степной местности, в пределах возвышенности Медведицкие яры, на правом берегу реки Терсы. Рельеф местности холмисто-равнинный. Почвы — чернозёмы южные. Высота центра населённого пункта — около 120 метров над уровнем моря. На западе граничит с правобережной частью рабочего посёлка Рудня.
Расстояние до областного центра города Волгограда составляет около 300 км.
Часовой пояс
Русская Бундевка, как и вся Волгоградская область, находится в часовой зоне МСК (московское время). Смещение применяемого времени относительно UTC составляет +3:00.

## Население
| 2002 |
| ---- |
| 322  |

| 2010 |
| ---- |
| 194  |